# Diarrhena
Diarrhena, biljni rod trava smješten u vlastiti tribus Diarrheneae, dio potporodice Pooideae. Postoji pet priznatih vrsta, sve su trajnice, hemikriptofiti iz Azije (3 vrste) i Sjeverne Amerike (dvije vrste). Azijske vrste ponekad sae uključuju u poseban rod Neomolinia Honda.

## Vrste
Američke vrste:
1. Diarrhena americana P.Beauv.
2. Diarrhena obovata (Gleason) Brandenburg

Azijske vrste:
1. Diarrhena fauriei (Hack.) Ohwi ili Neomolinia fauriei (Hack.) Honda
2. Diarrhena japonica Franch. & Sav. ili Neomolinia japonica (Franch. & Sav.) Prob.
3. Diarrhena mandshurica Maxim. ili Neomolinia mandshurica (Maxim.) Honda

## Sinonimi
- Diarina Raf.; Med. Repos. N. Vork 5: 352 (1808), et Cat. 13 (1824)
- Onoea Franch. & Sav.; Enum. Pl. Jap. 2: 178 (1879)
- Roemeria Roem. & Schult.; Syst. 1: 61, 287 (1817) non Medik. (1792)
- Korycarpus Zea; Act. Matr. (1806), ex Lag. Gen. et Sp. Nov. 4. (1816)